# Šarski sir
Šarski sir (srb. Шарски сир, alb. Djathë, Djath Sharri) – kosowski ser twardy.
Ser pochodzi z terenu gór Szar Płanina (pogranicze Kosowa i Macedonii Północnej). Warzy się go ręcznie z surowego mleka owczego lub krowiego (ewentualnie ich mieszanki). Produkt wytwarza się bez użycia kultur starterowych. Pierwotnie ser przygotowywano wyłącznie z mleka owczego (hodowla krów na znacznych wysokościach była utrudniona). Do wyprodukowania kilograma twardego sera potrzeba około sześciu litrów mleka owczego, a kilograma miękkiego sera około trzech litrów. Świeżo wydojone i odcedzone mleko podgrzewane jest do temperatury od 35-37°C. Dodaje się doń maślankę lub podpuszczkę i odstawia na około 40 minut. Wszystko to jest mieszane, odcedzane przez gazę i umieszczane w formach bukowych. Po trzech dniach żółknie, a następnie pęka lub jest krojone na kawałki i następnie suszone (w stodole, w przeciągu lub sztucznie, w warunkach fabrycznych). Kawałki zalewa się potem słonym płynem (tzw. preselokiem), którym może być przegotowana lub zwykła woda. Produkt jest gotowy do spożycia po dziesięciu dniach.
Ser ma twardą konsystencję i mocno słony smak. Jego barwa waha się od białej do żółtej. Charakteryzuje się aromatem koperku. Jest produkowany w dwóch odmianach: tradycyjnej twardej oraz miękkiej. Najczęściej sprzedawany jest w drewnianych lub plastikowych wiaderkach. Serwuje się go samodzielnie, a spożywa w połączeniu z chlebem. Może być dodawany do ciast i sałatek.

## Galeria

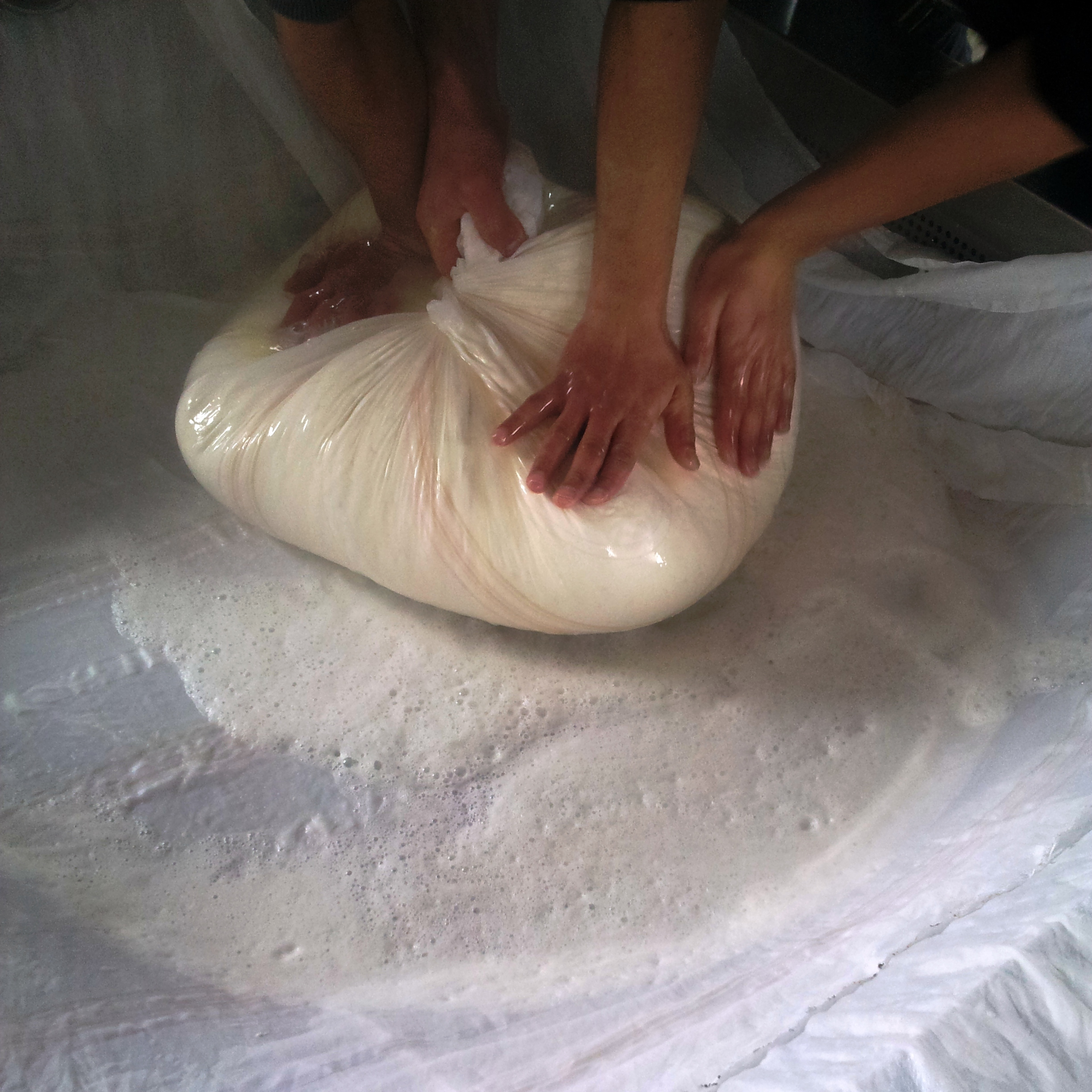
Przygotowanie sera
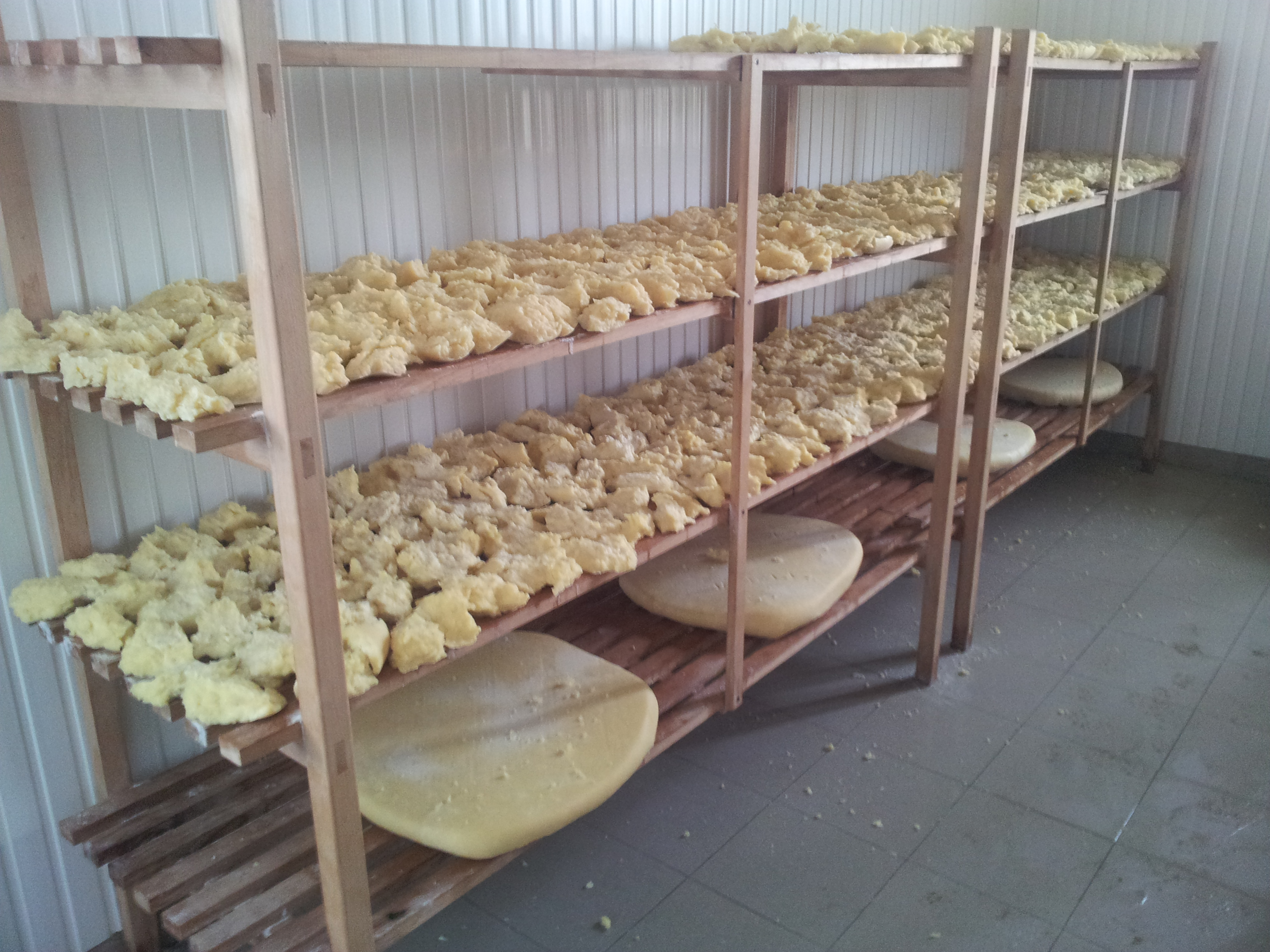
Suszące się kawałki sera
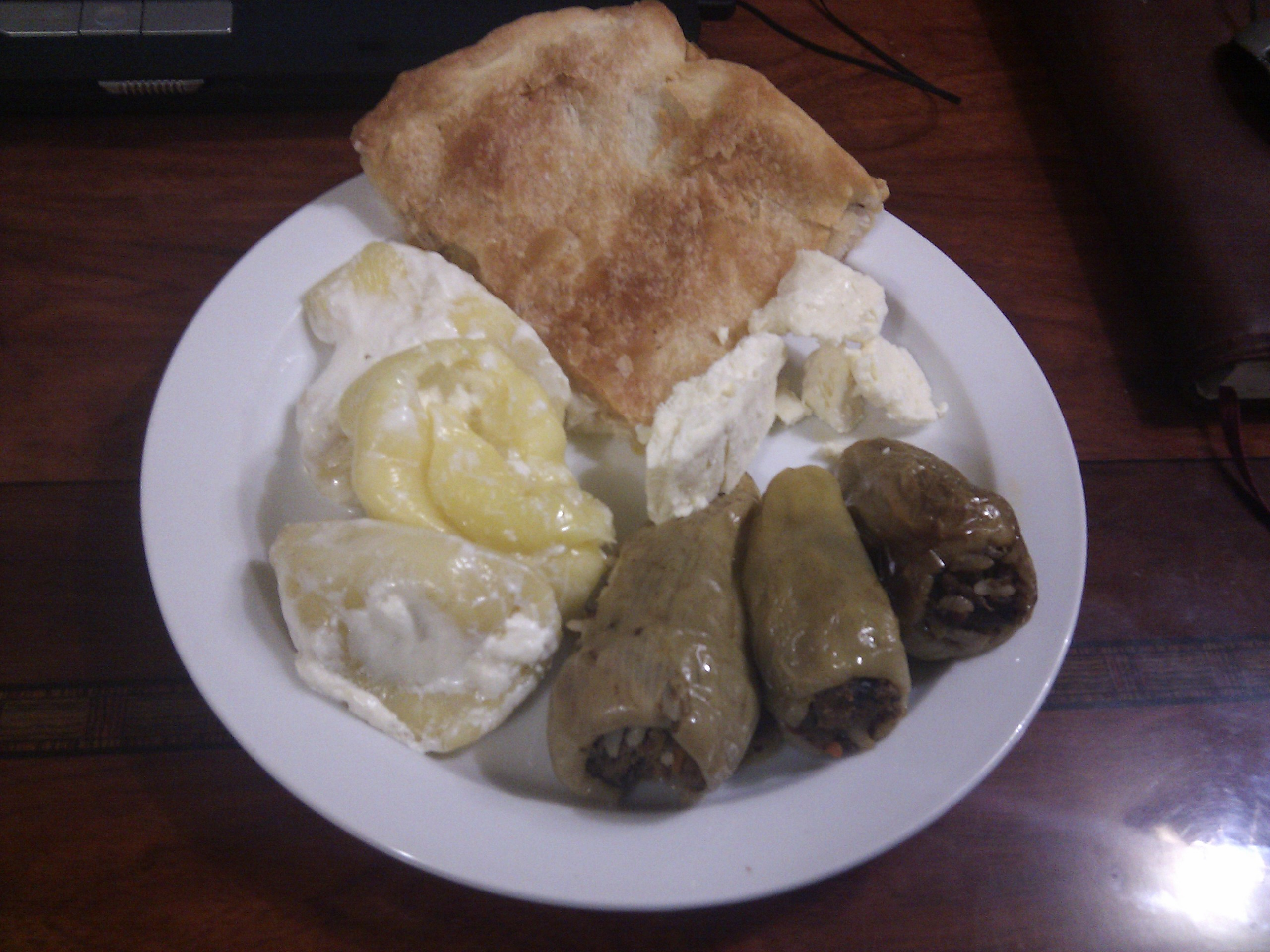
Typowe kosowskie śniadanie